# Красів (Луцький район)
Кра́сів — село в Україні, у Луцькому районі Волинської області. Входить до складу Горохівської міської громади. Населення становить 328 осіб.

## Географія
Село розташоване в місці злиття річки Безіменки з Липою.

## Історія
У 1906 році село Скобелецької волості Володимир-Волинського повіту Волинської губернії. Відстань від повітового міста 66 верст, від волості 12. Дворів 75, мешканців 484.
12 червня 2020 року, відповідно до розпорядження Кабінету Міністрів України № 708-р «Про визначення адміністративних центрів та затвердження територій територіальних громад Волинської області», село увійшло в склад Горохівської міської громади.
19 липня 2020 року, в результаті адміністративно-територіальної реформи та ліквідації Горохівського району, село увійшло до складу новоутвореного Луцького району.

## Населення
Згідно з переписом УРСР 1989 року чисельність наявного населення села становила 378 осіб, з яких 160 чоловіків та 218 жінок.
За переписом населення України 2001 року в селі мешкали 323 особи.

### Мова
Розподіл населення за рідною мовою за даними перепису 2001 року:
| Мова       | Відсоток |
| ---------- | -------- |
| українська | 99,39 %  |
| російська  | 0,61 %   |

## Відомі люди
- Уродженцем села є Бойко Володимир Петрович — поліграфіст, лауреат Шевченківської премії 1983 року;